# Gilland Jones
Gilland Jones (Greenwood, Carolina do Sul, 22 de maio de 1993) é uma atriz americana. Foi contratada pela disney em 2009 e já participou de várias séries.

## Biografia
Gilland é a mais velha das 4 filhas de William Townes Jones IV e Wilson Rosann Jones. Ela começou a atuar na Greenwood, Carolina do Sul, a produção comunitária do Teatro de The Sound of Music com apenas quatro anos de idade. Ela agora vive em Los Angeles com sua família e prossegue atuando em tempo integral. Ela já apareceu em episódios de The Suite Life on Deck e tem um papel recorrente como Jenny Majorheely em Os Feiticeiros de Waverly Place. Gilland está relacionado com o ator Bo Hopkins, também de Carolina do Sul.

## Filmografia
| Televisão | Televisão                | Televisão           | Televisão             |
| Ano       | Título                   | Personagem          | Notas                 |
| --------- | ------------------------ | ------------------- | --------------------- |
| 2009      | The Suite Life on Deck   | Olivia Cabot        | Participação Especial |
| 2009      | Eastbound & Down         | Maureen Mountcastle | Participação Especial |
| 2009      | Wizards of Waverly Place | Jenny Majorheely    | Personagem Recorrente |
| 2010      | ICarly                   | LeAnne Carter       | Participação Especial |
| 2010      | Good Luck Charlie        | Emma                | Participação Especial |
| 2014      | The Thundermans          | Verônica            | Participação Especial |